# الحافة (بعدان)

تعديل مصدري - تعديل

الحافة محلة تابعة لقرية الحجؤ، التابعة لعزلة الحيث بمديرية بعدان إحدى مديريات محافظة إب في الجمهورية اليمنية، بلغ تعداد سكانها 71 حسب تعداد اليمن لعام 2004.